# بومة سبدية نيوزيلندية
البومة السَّبْدِيَّة النِّيوزلنديَّةُ (الاسم العلمي: Aegotheles novazelandiae)؛ هو نوع مُنقرض يتبع جنس البوم السبدي [الإنجليزية]، كانت مُنتشرة في جُزر نيوزيلندا سابقًا. تُشير بقايا المُستحثَّات إلى أنَّ هذا النَّوع كان مُنتشرًا في الجزيرة الشمالية والجزيرة الجنوبية.